# Kidzweme
Kidzweme est le secteur oriental des cinq que compte le territoire de Bagata. Son chef-lieu est Tshibaně, non loin du village de Kidzweme dont le territoire porte le nom. Bagata se situe dans le district du Kwilu au centre de l'ex-province du Bandundu (actuelle province du Kwilu) dans la République démocratique du Congo. Les autres secteurs du territoire sont:  Kwango-Kasai, Kwilu-Ntobere, Manzasay et Wamba-Fatunda.
Le secteur de Kidzweme est divisé en 11 groupements.
En application des dispositions de la Constitution adoptée en mai 2005, le lundi 2 mars 2015, la loi de programmation déterminant les modalités d’installation des nouvelles provinces a été promulguée par le chef de l’État. Le Kwilu recouvre son statut de province.

## Description
A la frontière Est du territoire de Bagata, Kidzweme est situé dans l'espace entre le fleuve Kasai au nord et le Kwilu au sud, à l'Est de leur confluent. Il est ainsi borné au nord par le fleuve Kasai qui constitue la frontière avec le territoire d'Idiofa. À l'est, Kidzweme s'étend jusqu'à la rivière Libongo-Molila, la frontière avec le secteur de Mateko dans le territoire de Bulungu. Au sud s'étend le secteur de Kwilu-Kimbata et à l'ouest celui de Kwilu-Ntombere. Le fleuve Kwilu traverse le secteur à l'extrême sud-ouest. Il couvre une superficie de 2 687 km2 (la taille du G.D. du Luxembourg) pour proche de 100 000 habitants.
C'est une zone de savanes herbeuses arrosées de rivières dont les plus importantes (Letwa, Lunu et Lebang)  coulent vers la direction nord pour se jeter dans le Kasai.
Les forêts galeries longent les rivières bien que le type équatorial est présent vers le sud et le sud-est.
Le terrain est peu accidenté, en pente descendante vers les deux fleuves.

## Caractéristique socio-culturelles
Sur le plan socio-culturel, le secteur de Kidzweme est habité en majorité par les Yansi. Les minorités ethniques sont les Ba-Ngoli (forgerons), les Ba-Yungana, les Ba-Sakata ainsi que les Ba-Mbala (Poterie).
Exception faite pour les Yaka et les Mbala qui sont venus de l’Angola en transitant par le Katanga et le Feshie, les peuples Yansi, Sakata et Teke forment le bloc appelé peuples du Bas-Kasaï, habitant la savane. Ils tirent leur origine lointaine des peuples ayant quitté la région du Gabon et du soudan avant le XVIe siècle.
Il y a cohabitation des droits. Le droit positif s’applique aux niveaux supérieurs, cependant pour les matières civiles au niveau du Secteur, le droit coutumier est généralement d’application.
Alors que les Mbala ainsi que les Ngoli sont patrilinéaires, le système lignagé Yansi est matrilinéaire. La famille nucléaire a un statut aléatoire, provisoire. Le lignage et l'archilignage conservent les liens entre les membres pendant leur existence terrestre mais aussi après leur mort.
Les populations sont organisées en familles très liées regroupées en clan. Chaque clan porte un nom et a un chef de clan. Ce sont les différents clans qui forment les tribus sur base de certaines affinités. Une nette solidarité s’observe entre les membres d’un clan autour du chef notamment lors de grands évènements de la vie: naissance, mariage, maladie, décès.
Ce principe s’applique pour la succession aux trônes dont celui des Bampila, et pour les autres droits dans le régime de droit ancestral. Bien que le chef coutumier (un élément masculin du clan qui nomme les chefs de villages) exerce le pouvoir et commande les institutions, le système matriarcal aidant, ici les femmes tiennent les coulisses du pouvoir. La "Mfumu Nkento" (Reine-mère) est ainsi souvent la mère ou la grande sœur du "Mfumu" (Mbuul).
Face aux résistances, le colon Belge avait pris soin de ne pas trop perturber l'ordre social des citoyens dans leur royaume. Il laissa en place le système de droit dit "coutumier" au niveau local ainsi que le système de politique traditionnel du royaume des Ba-Mpila.
Ces derniers étaient d'ailleurs très hostiles à l'idée de se laisser supplanter par des étrangers qui brimaient la population. Un épisode révélateur survint avec la relégation du chef Mbuul Lubial (Chef régnant) de KIPATA à INONGO pour avoir refusé l'ordre de l'administrateur colonial de faire participer la contrée de BA-MPILA dans l'effort de guerre en 1940 - 1945.
"Beno ke nwana beno na beno, bantu na mono nki kuna na kati?" (Vous faites la guerre entre-vous, en quoi cela devrait concerner mon peuple?), apostropha-t-il les brutaux agents recruteurs de la Force Publique à la solde des colons belges. Ce fait explique en partie l'absence de toute industrie et la moindre activité commerciale dans la contrée alors considérée comme hostile à la pénétration européenne.
Le droit coutumier couvre les droits de propriété, le droit matrimonial, le régime des successions, etc. Ainsi à  la tête de chaque groupement, le pouvoir est exercé par un chef coutumier (Mfumu). Dans la contrée de Sia à prédominance Yansi, le secteur entre dans le royaume de « Ntor i ba-Mpil »(Pays des novateurs). L'autorité coutumière (ki-Mbuul) repose ainsi sur le clan Mpil (Ba-mpil) dans le royaume.
Pour les Yansi, la terre est la mère nourricière. Le Yansi n'aime pas être inhumé ailleurs que dans sa terre natale. Le problème foncier est pour lui à la fois économique, social, culturel et moral. Son régime foncier correspond à sa forme d'organisation sociale, en l'occurrence le lignage ou l’archilignage. L'archilignage est un concept que l’abbé Nfukala a forgé en 1991 à partir des deux termes Yansi, "Zum ou Kin-nduo" désignant l'ensemble des lignages issus du même ancêtre mythique. L'appropriation de la terre se réfère ici à un régime "d'affectation à un usage" et non à un régime d'attribution du droit de disposer" comme on le rencontre dans les codes civils occidentaux, issus du droit romain antique.
Selon le professeur E. Munzadi l'explication doit être recherchée sur la conception que les Yansi se font des biens matériels, de l'union matrimoniale et du lignage comme base de toute référence. En effet, pour les Yansi, la richesse d'un lignage est constituée par le nombre d'individus qui la composent, leur sagesse et leur savoir-faire mais non la richesse matérielle en soi. L'expression suivante rend mieux compte de cette mentalité : "Bi laling bar ka nzii te" Ce qui signifie "Nous voulons compter des hommes et non l'argent".
Depuis les années 1990, dans les tentatives de calquer l’Occident, l'État Congolais moderne ignora ces stratégies sociales. Selon l’abbé Willy-Roland Mfukala, quand il promulgue le principe selon lequel la terre appartient à l'État (une copie conforme du droit civil belge), la législation congolaise a introduit une entorse grave dans la pratique Yansi d'accès à la terre et a désacralisé ainsi le caractère sacré de cette même terre considérée comme mère nourricière.
Cette dualité de droits pose problème et confusion dans la population. Déjà en 1992, l’abbé Willy-Roland Mfukala concluait : «  Toute politique foncière qui ne tient pas compte des structures sociales en présence est une catastrophe ».

## L'organisation administrative
Kidzweme, le chef-lieu du secteur du même nom est situé à quelques kilomètres à l'ouest de M'balibi, proche du fleuve Kwilu. Sur le plan administratif, le secteur de Kidzweme est subdivisé en 7 groupements (ensemble composé d'une dizaine de villages):
- - le groupement de Kinsomo (Kinsom),
- - le groupement de Mbelo Mpene (Mbĕl Mpene),
- - le groupement de Panga (Pang),
- - le groupement de Ntumu (Ntôm),
- - le groupement de Kipata (Kipar),
- - le groupement de Mbwasiè,
- - le groupement de Nkwa

Le pôle de développement est cependant la mission catholique Sia 3° 50′ 00″ S, 18° 37′ 00″ E. Il doit son importance à l'implantation des écoles très tôt dans son histoire.
La cité de Mabenga 3° 39′ 00″ S, 18° 40′ 00″ E, sur le fleuve Kasai est un port fluvial ayant joué un rôle important dans le passé et susceptible de servir de hub logistique.Parmi d'autres communautés éparpillées dans le secteur, mentionnons Kishie, Modug'n, Gelebanga, Mbala (Mbal), Nsaba(Nsab), Mbalibi(Mbalib), Bwasa, Bunu (Bun), Panga(Pang), Ngefu, Luzubi, Mpenana (Mpenan), Lowa, Kipala (Kipal) 3° 56′ 00″ S, 18° 39′ 00″ E, Kipata, etc.

## Développement rural
La centre de la zone de santé de Kizweme se trouve à Sia. Un hôpital général de référence avec une capacité de 110 lits y est implanté. Du côté du personnel, deux médecins, et une soixantaine d'agents de soutien dont les infirmiers et infirmières. Pour des cas graves, la population se rend dans le territoire de Bulungu tout proche à l'hôpital de Vanga.
A Mabenga-cité, une ville portuaire, on trouve des cliniques Notre-Dame du Bon Conseil qui est l'oeuvre du Père Roland Nene. Cette structure médicale vient en aide aux populations de la place. Mabenga reçoit également des élèves qui viennent d'autres villages comme Nfuon, Kimbialalame, Luwuma et Kipala. Cette liste non exhaustive démontre combien la cité de mabenga contribue au développement du secteur.
En dehors de tout ceci,Mabenga compte des écoles pertinentes, adaptées à l'évolution lente du coin. On peut reconnaître les travaux abattus par les professeurs Godefroid Binze, MEKI Mbwe, Bitiri Mbo à l'institut du Kasaï et du directeur Menanga à l'EP.1/Mabenga.
La cité ne compte pas de grands entrepreneurs mais reste tout de même éveillée. La population vit des produits agricoles et de la pêche. L'élevage des bovins, des ovins vient au rendez-vous.

## Économie
Le secteur de Kidzweme est compris dans le grand bassin de production de l'est du territoire de Bagata. Les composantes majeures du système économique de ce secteur sont l'agriculture, l'élevage, la pêche et le commerce.

### L'agriculture
L'inspection de l'agriculture de Bagata estime à 20 000 le nombre de ménages agricoles pour une population d'environ 100 000 âmes. C'est dire que le secteur agricole occupe la quasi-totalité de la population de Kidzweme qui cultive annuellement une superficie de 20 000 hectares sur deux saisons de culture.
L'agriculture se pratique aussi bien en savane que dans la forêt avec le système de jachère pour reposer le sol.
La culture du manioc occupe 55 % de la superficie cultivée, avec une production annuelle de tubercules frais de 200 000 tonnes. L'arachide vient en second, avec 20 % de la superficie cultivée pour une production proche de 30 000 tonnes, suivie par le mais (15 %) pour une production annuelle de 20 000 tonnes.
La culture utilise encore les techniques traditionnelles tandis que les cultures industrielles (le café, le palmier à huile, l’urena, lobata et le punga-punga) ont été laissées de côté en attendant des promoteurs et opérateurs intéressés.
Depuis l’année 2000, il s’est produit des introductions de matériel végétal nouveau dans chacun des secteurs du Bagata y compris à Kidzweme :
- Introduction de variétés de manioc résistantes à la mosaïque (une maladie des plants de manioc) : Nsansi, Butamu,TM419, Zizila).
- Introduction du mais Samaru,
- Introduction de la variété JL24 pour l’arachide.

### L'élevage
Toutes les familles du secteur sont loin de posséder des élevages de volaille. Il est fréquent que dans un village la moitié des familles en soient démunies. L'élevage, quand il existe est essentiellement livré à lui-même. D'énorme potentialités de développement du secteur de l'élevage existe.
L'élevage des ruminants se limite à de petites fermes et souvent les troupeaux sont laissés en liberté. Cependant Sia et ses environs se spécialisent dans l'élevage bovin notamment de la race Ndama.

### La pêche
La pêche est importante sur la rivière Kasaï, le Kwilu et les autres rivières. L'aquaculture sous la forme de grands complexes d'étangs individuels peuplés de tilapias existe dans le Masi-Manimba voisin depuis leur introduction dans les années 1960.

### La commercialisation de la production agropastorale locale
La commercialisation de la production agricole est d'une importance primordiale pour cette population. Malgré la dispersion des villages, les marchés sont organisés permettant les échanges sous diverses formes (y compris le troc, ou les marchandises contre la prestation des services). Bien que le secteur est excédentaire dans la production de diverses denrées, le manque de liquidités financières et l'absence d'autres moyens de change réduit le volume des transactions internes plongeant les habitants dans une pauvreté relative. L'exportation de la surproduction vers les centres urbains se heurte à l'absence d'un circuit organisé de commercialisation depuis la cessation des activités de la compagnie Coremans dans les années 1970. Une des raisons est que les routes sont difficiles à pratiquer surtout lors des fortes pluies. Et si les ponts deviennent impraticables, le secteur risque l'isolation causant des pertes, du gaspillages et la chute des prix des matières agricoles. Tous ces facteurs posent un défi pour le développement de cette contrée. Cependant il reste parmi les mieux lotis compte tenu du contexte, il est plein de potentialités et stratégiquement située en amont de Kinshasa.
En l'absence des opérateurs économiques privés pour commercialiser la production et assurer la gestion de l'après-récolte, de petites structures associatives sous la forme des ONG de développement s'activent sur le terrain. Depuis peu, une dynamique innovante voit le jour. C'est une association reliant entrepreneurs sociaux de la diaspora congolaise, des acteurs congolais actifs dans des ONG internationales et les membres des communautés travaillant en synergie. Cette coordination, pilotée par l'ONGD "Initiatives Pour le Développement"(iNDONG) suscite beaucoup d'espoir au sein de la population car elle a pour objectif l'intégration horizontale et verticale des acteurs de la chaine de valeur des productions, allant de la fourche à la fourchette.

### Ressources minières
Selon le Congoresource mapping Lab, le secteur de Kidzweme héberge aussi des niveaux minéralisés d'origine sédimentaire. Ce laboratoire cite une extension des sous-bassins à niveau réducteurs minéralisés en sulfures chalcophyle (cuivre, pyrite...) dans la formation Sia-Kipala (Kipala, Nsaba Nkaka, Nsaba Buyala, Nsaba Muzeuh, Kipata-Matoto) où les ba-Ngoli connaissaient la métallurgie de fer et du cuivre : ils exploitaient des gisements de surface nombreux dans la contrée (Mokala, Kipata, Kipala). Récoltant du minerai brut ("Matar"), ils le fondaient, le transformaient en fer ou en cuivre pour en fabriquer des objets tels les fers de lance, les machettes, les houes, les rasoirs, les armoiries de la royauté, des instruments de musique, etc.
Le secteur offre aussi d'importantes ressources en argile kaolinique, matière première de l'industrie céramique dont une partie de la technique est maitrisée par la population Mbala et Yansi.

## Potentiel en hydrocarbure
Dans les années 1970, Exxon ef Amoco ont réalisé des études sismiques et deux forages stratigraphiques dans la région de la cuvette centrale du Congo. Dans les années 1980, Pétro-Zaire a concentré ses études dans la province du Bandundu. Plusieurs sites de suintements de brut léger avaient alors été mis en évidence à Bunu et Sia dans le secteur de Kidzweme.
A Kipala la présence de nombreux schistes bitumeux, associés à un gisement des poissons fossiles de paléolagune donne les indices solides de la présence d'hydrocarbures.
En décembre 2007, le chef de la division provinciale des Hydrocarbures du Bandundu, Stéphane Matela, a confirmé l’existence des indices du pétrole dans bien des entités des districts du Kwilu, du Kwango et de Mai-Ndombe ainsi qu’à Kikwit, spécifiant que la province du Bandundu sera sous peu une puissance pétrolière.

## Voies de communications et télécommunication

### Voies de navigation intérieure et infrastructures portuaires
Deux voies d'eau navigables toute l'année: le fleuve Kasai au nord et le fleuve Kwilu au Sud. Un port fluvial est situé à Mabenga permettant ainsi, par voie d'eau de rejoindre les villes de Bandundu, Kinshasa et toutes les autres villes situées sur le vaste corridor de navigation intérieure du pays. Plusieurs estacades sont établies sur les berges du fleuve Kwilu. Ainsi la zone du secteur de Kidzweme située dans le bassin versant du Kwilu (Sud-Ouest) est desservie par l'estacade de Tshibaně.

### Routes et pistes
Un réseau de pistes sillonne le secteur permettant, si bien entretenu, depuis n'importe quel endroit du secteur d'atteindre une ville ou la route Nationale 1 en une demi-journée.
La route Panga-Mpo-Ntober-Bagata est l'axe principal de communication terrestre. Sur le gros de son parcours d'est en ouest, elle emprunte la crête qui divise les bassins versants de Kasai et du Kwilu, esquivant les rivières. Dans le secteur de Kidzweme, il doit affronter les principales rivières qui coulent vers le nord. Il est arrivé que l'effondrement des ponts isole une partie du secteur.
Il faut noter la nécessité de prendre un bac à Bagata afin d’atteindre la ville de Bandundu (un tronçon de 135 kilomètres).
À Mpo qui fut longtemps un hub logistique, la route monte vers Mabenga sur le Kasai, en direction d'Idiofa. Vers le Sud, elle va vers Panga, Nsaba Kaka pour rejoindre Bulungu en direction de Kikwit.
Les quatre réseaux suivants de routes de desserte agricole, si bien entretenus, constituent l'ossature du transport terrestre des zones de production vers les ports :
Premier tronçon : Mabenga (port sur le Kasai, au nord) -MFWON - BWAKAM -  MPO - SIA - MBELO MPENE (Man Mpoor) - MBELO MUKUN' - MBELO MPENAAN - KIPALA NGINU - NSABA NKAK- NSABA BUYAL- KIPATA KIBONGO - KIPATA NZOMINZO - KIPATA MBALIBI- KIPATA NTUNU - MOLILA CK
Deuxième tronçon A: Mabenga Val - MABENGA cité (Mbay-Mbay) - KIPALA - KIMWAHE- KISIE - MOKENDJI - PANO PAPAY.
Deuxième tronçon B : MABENGA - EBALULA - MPO-KASAÏ - BANZIAL - KINZIE - KINZIE BASAKATA - NKO.
Troisième tronçon : MPO LETA - BUYALA - YAMA - MBALIBI - MOSENDAMA - DIBAYA - MWANSO - KIDZWEME - KIBONSO - KIPANDA - DJUMA (port sur le Kwilu, au sud).
Quatrième tronçon : KIPALA NGINU - PANGANGUDI - PANGA MBELU - MAKA ZULU - MAKA NSI - NZOKUM - BULIEN - NGELEBANGA - MUSIEKOBO - BULUNSEKE - BULU MAY -  PANO OTRACO (port sur le Kasai au nord-est).

### Aéroport
Sia, le centre de développement possède un petit aéroport capable de recevoir de petits aéronefs situé à 371 km à l'est de Kinshasa.

### Télécommunication
Depuis avril 2013, le secteur est connecté au reste du monde par téléphonie cellulaire (VODACOM) et à l'internet mobile.Poursuivant le programme du désenclavement du territoire de Bagata dans son ensemble, cette compagnie étend son réseau avec des antennes à Sia, Mbala, Bagata, Pita, Djuma, etc.
La télécommunication par des opérateurs privés de "Phonies" (radiophonie analogique demi-duplex) a connu ses beaux jours dans le passé.